# Moerasviltmollisia
De moerasviltmollisia (Belonopsis iridis) is een schimmel behorend tot de familie Mollisiaceae. Hij leeft saprotroof en komt voor op afgevallen bladeren van grassen.

## Verspreiding
In Nederland komt de moerasviltmollisia zeldzaam voor. 